# 吉永裕之介
吉永裕之介為日本的漫畫家。

## 經歷
於2000年時以吉永裕介為筆名發表出道作《金屬風》，2006年開始連載《破刃之劍》時筆名變更為吉永裕之介。

連載第三部作品《破刃之劍》時為了要以自己的想法來呈現故事，曾經和編輯部的人員吵過架，另外於連載的第1年之中也因為太有幹勁而只休息了10天左右。

## 作品
- 金屬風

以機車為主題的漫畫。單行本全5卷。
- 三國亂舞

三國志漫畫。隨著《Young Magazine Uppers》休刊後相繼轉移至Yahoo!網路漫畫網站『FlexComix Blood』、『FlexComix NEXT』上連載。
- 破刃之劍

機器人漫畫。隨著《月刊少年Blood》休刊後轉移至Yahoo!網路漫畫網站『FlexComix Blood』上連載。

## 外部連結
- （日語）『Bre Bla』部落格